# Сверхъестественное (3-й сезон)
Третий сезон американского мистического телесериала «Сверхъестественное», созданного Эриком Крипке, премьера которого состоялась на канале The CW 4 октября 2007 года, а заключительная серия вышла 15 мая 2008 года, состоит из 16 серий.
Сериал повествует о двух братьях — охотниках за нечистью, которые путешествуют по Соединённым Штатам Америки на чёрной Chevrolet Impala 1967 года, расследуя паранормальные явления, многие из которых основаны на городских легендах и фольклоре, а также сражаются с порождениями зла: демонами, призраками и другой нечистью.

## В ролях

### Главные актёры
- Джаред Падалеки — Сэм Винчестер;
- Дженсен Эклс — Дин Винчестер;
- Кэти Кэссиди — Руби и Лилит;
- Лорен Коэн — Бэла Талбот.

### Приглашенные актёры
- А. Дж. Бакли — Эд Зеддмор;
- Джим Бивер — Бобби Сингер;
- Стерлинг К. Браун — Гордон Уолкер;
- Билли Драго - Доктор Бентон;
- Майкл Масси — Кубрик;
- Джеффри Дин Морган — Джон Винчестер;
- Ричард Спейт-мл. — Трикстер;
- Синди Сэмпсон — Лиза Брэйден;
- Чарльз Малик Уайтфилд — агент ФБР Виктор Хенриксен;
- Стивен Уильямс — Руфус Тёрнер;
- Тревис Уэстер — Гарри Спенглер;
- Николас Элия — Бен Брэйден и подменыш.

## Список эпизодов
| № общий | № в сезоне | Название                                                             | Режиссёр         | Автор сценария                                                       | Дата премьеры   | Зрители в США (млн) |
| --- | ---------- | -------------------------------------------------------------------- | ---------------- | -------------------------------------------------------------------- | --------------- | ------------------- |
| 45 | 1          | «Великолепная семёрка» «The Magnificent Seven»                       | Ким Мэннерс      | Эрик Крипке                                                          | 4 октября 2007  | 2,97                |
| Демоны семи смертных грехов, ворвавшиеся в мир, начинают сеять хаос на Земле. Чтобы одолеть их, братья Винчестеры вынуждены объединить свои силы с супружеской парой охотников. Сэм пытается отыскать способ выручить брата из сделки с демоном, в то время как его начинает преследовать таинственная белокурая девушка. |            |                                                                      |                  |                                                                      |                 |                     |
| 46 | 2          | «С детьми всё в порядке» «The Kids Are Alright»                      | Фил Сгриккиа     | Сера Гэмбл                                                           | 11 октября 2007 | 3,16                |
| Работа приводит братьев Винчестеров в Сисеро, где объявились подменыши, преследующие матерей и их детей. Один из детей, которых пытаются защитить Дин и Сэм, до странности напоминает самого Дина, что заставляет того забеспокоиться, так как несколько лет назад у него был роман с матерью мальчика. Тем временем Сэм выясняет кое-что о своей семье, не без помощи Руби, которая открывает ему, кто она на самом деле.                                          |            |                                                                      |                  |                                                                      |                 |                     |
| 47 | 3          | «Чёрный рок в Блэк-Роке» «Bad Day at Black Rock»                     | Роберт Сингер    | Бен Эдлунд                                                           | 18 октября 2007 | 3,03                |
| В руки братьев Винчестеров попадает старинный артефакт, приносящий владельцу несказанную удачу. Однако радость от нагрянувшего везения омрачает проклятие, лежащее на амулете. Сэм и Дин уже собираются избавиться от проклятого талисмана, но их планам мешает появление профессиональной воровки артефактов Бэлы Талбот. Тем временем Гордон, уверенный, что врата ада раскрылись по вине Сэма, собирает сторонников и настраивает их против младшего Винчестера. |            |                                                                      |                  |                                                                      |                 |                     |
| 48 | 4          | «Град греха» «Sin City»                                              | Чарльз Бисон     | Роберт Сингер и Джереми Карвер                                       | 25 октября 2007 | 3,02                |
| Винчестеры приезжают в город, где происходят воистину странные события. Некогда совершенно нормальные жители городка в одночасье меняются и превращаются в самых настоящих монстров, чиня беспредел и насилие. Братья приходят к выводу, что люди одержимы, однако недоумевают, выяснив, что некоторые «одержимые» на поверку оказываются вполне обычными людьми.                                                                                                   |            |                                                                      |                  |                                                                      |                 |                     |
| 49 | 5          | «В гостях у сказки» «Bedtime Stories»                                | Майк Рол         | Катрин Хамприс                                                       | 1 ноября 2007   | 3,24                |
| Странные убийства по мотивам детских сказок приводят братьев Винчестеров в новый город. Изучив факты и разведав обстановку на местности, братья выясняют, что за преступлениями стоит призрак в образе сказочной Белоснежки. Вот только она не милая и добрая красавица, а злобный мстительный дух, отчаявшийся быть услышанным. Тем временем Сэм не теряет надежды выручить брата и отправляется на перекрёсток.                                                   |            |                                                                      |                  |                                                                      |                 |                     |
| 50 | 6          | «Алая заря» «Red Sky at Morning»                                     | Клифф Боул       | Лоуренс Андрис                                                       | 8 ноября 2007   | 3,01                |
| Сэм и Дин узнают о случаях гибели людей, утонувших при загадочных обстоятельствах. Проведя расследование, братья выясняют, что незадолго до смерти все жертвы видели таинственный корабль-призрак. Тем временем на пути Винчестеров снова появляется Бэла и предлагает им помощь в расследовании дела, однако преследует совсем другие цели. |            |                                                                      |                  |                                                                      |                 |                     |
| 51 | 7          | «Свежая кровь» «Fresh Blood»                                         | Ким Мэннерс      | Сера Гэмбл                                                           | 15 ноября 2007  | 2,88                |
| Жизнь братьев Винчестеров неожиданно осложняется, когда на их пути появляется Гордон Уокер, сбежавший из тюрьмы. Уверенный, что Сэм Винчестер — порождение зла, Уокер решительно настроен отыскать его и убить. Но в пылу своего преследования Гордон попадает в западню и сам становится одним из тех, на кого охотился всю свою жизнь. |            |                                                                      |                  |                                                                      |                 |                     |
| 52 | 8          | «Очень сверхъестественное Рождество» «A Very Supernatural Christmas» | Дж. Миллер Тобин | Джереми Карвер                                                       | 13 декабря 2007 | 3,02                |
| Рождество — прекрасный праздник. Но даже в эту сказочную пору у братьев Винчестеров, как всегда, находится работа. На этот раз Сэму с Дином предстоит сразиться с давно забытыми языческими богами, культу которых поклонялись сотни лет назад. Дин же тем временем решительно настроен отпраздновать своё последнее в жизни Рождество. |            |                                                                      |                  |                                                                      |                 |                     |
| 53 | 9          | «Молот ведьм» «Malleus Maleficarum»                                  | Роберт Сингер    | Бен Эдлунд                                                           | 31 января 2008  | 2,95                |
| Очередное дело приводит братьев Винчестеров в маленький городок, где от рук ведьм погибают люди. Но в ходе расследования Дин с Сэмом приходят к выводу, что ведьмы не единственные, кто виновен в смерти людей, и что за ними стоит какая-то более могущественная сила. |            |                                                                      |                  |                                                                      |                 |                     |
| 54 | 10         | «Сон в летнюю ночь» «Dream a Little Dream of Me»                     | Стив Бойум       | Сюжет: Сера Гэмбл и Катрин Хамприс Телесценарий: Катрин Хамприс      | 7 февраля 2008  | 2,68                |
| Братья приезжают в Питтсбург на помощь своему другу Бобби, который в ходе своего расследования становится жертвой человека, способного проникать в чужие сны и даже контролировать их. Винчестеры даже не подозревают, что во время расследования этого загадочного дела им предстоит выяснить не очень приятные моменты из прошлого Бобби. |            |                                                                      |                  |                                                                      |                 |                     |
| 55 | 11         | «Заколдованный круг» «Mystery Spot»                                  | Ким Мэннерс      | Сюжет: Джереми Карвер и Эмили Маклафлин Телесценарий: Джереми Карвер | 14 февраля 2008 | 2,97                |
| Винчестеры оказываются в загадочном месте, где события одного дня повторяются снова и снова. Сэму предстоит вновь и вновь переживать смерть брата. Удастся ли ему остановить этот повторяющийся кошмар? |            |                                                                      |                  |                                                                      |                 |                     |
| 56 | 12         | «По закону военного времени» «Jus in Bello»                          | Фил Сгриккиа     | Сера Гэмбл                                                           | 21 февраля 2008 | 3,23                |
| Братья Винчестеры оказываются в полицейском участке, а тем временем на город надвигается армия демонов. Чтобы её остановить, Сэму с Дином придётся сделать невозможное: заставить агента ФБР Виктора Хенриксена поверить в существование демонов и выбраться из тюрьмы. |            |                                                                      |                  |                                                                      |                 |                     |
| 57 | 13         | «Духоловы» «Ghostfacers»                                             | Фил Сгриккиа     | Бен Эдлунд                                                           | 24 апреля 2008  | 2,22                |
| Сэм и Дин, работая над очередным делом, сталкиваются с Эдом и Гарри, снимающими со своей свитой пробный выпуск их нового шоу «Духоловы». Пытаясь как можно скорее вывести их из дома, Сэм и Дин не замечают, что наступила полночь. А это значит, что и братья, и «духоловы» теперь в смертельной опасности. |            |                                                                      |                  |                                                                      |                 |                     |
| 58 | 14         | «Последний звонок» «Long Distance Call»                              | Роберт Сингер    | Джереми Карвер                                                       | 1 мая 2008      | 2,63                |
| В ходе расследования очередного дела Сэм с Дином сталкиваются с людьми, которым звонили их умершие родственники. Они также выясняют, что звонившие призраки стали причиной нескольких самоубийств. Но дело принимает новый оборот, когда Дин получает звонок от отца. |            |                                                                      |                  |                                                                      |                 |                     |
| 59 | 15         | «Время на моей стороне» «Time Is on My Side»                         | Чарльз Бисон     | Сера Гэмбл                                                           | 8 мая 2008      | 2,55                |
| Братья Винчестеры узнают о человеке, достигшем бессмертия. Они выясняют, что, убивая людей, тот заменяет свои органы на их. Сэм предлагает Дину использовать такой способ в качестве выхода из сделки, которую брат заключил с демоном. Но, несмотря на безумное желание ещё ненадолго задержаться на этой земле, Дин отказывается. |            |                                                                      |                  |                                                                      |                 |                     |
| 60 | 16         | «У чёрта на рогах» «No Rest for the Wicked»                          | Ким Мэннерс      | Эрик Крипке                                                          | 15 мая 2008     | 3,00                |
| Братья вместе с Бобби ищут Лилит, держательницу контракта. Сэм вызывает Руби для помощи. Но Дин уверяет Сэма, что ей нельзя верить, поэтому они оставляют её в дьявольской ловушке. Остаётся 30 часов до вступления в силу договора Дина, и за это время ему надо успеть найти и убить Лилит. |            |                                                                      |                  |                                                                      |                 |                     |

## Выпуск на DVD
| Сверхъестественное: Полный третий сезон | | | | | |
| Информация об издании | Информация об издании | Дополнительный контент | Дополнительный контент | Дополнительный контент | Дополнительный контент |
| - 16 серий; - Набор из 5 дисков (DVD) или 3 дисков (Blu-Ray); - Китайские, английские, французские, испанские, португальские, тайские субтитры; - Английская звуковая дорожка в Dolby Digital 5.1 Stereo, португальская — в Dolby Digital 2.0 Surround; - Формат изображения: Widescreen Anamorphic, 1.78:1. | - 16 серий; - Набор из 5 дисков (DVD) или 3 дисков (Blu-Ray); - Китайские, английские, французские, испанские, португальские, тайские субтитры; - Английская звуковая дорожка в Dolby Digital 5.1 Stereo, португальская — в Dolby Digital 2.0 Surround; - Формат изображения: Widescreen Anamorphic, 1.78:1. | - Короткометражки на 20 минут о 7 сериях; - От легенд к реальности; - Исповедь духоловов; - Импала; - Смешные моменты со съёмок. | - Короткометражки на 20 минут о 7 сериях; - От легенд к реальности; - Исповедь духоловов; - Импала; - Смешные моменты со съёмок. | - Короткометражки на 20 минут о 7 сериях; - От легенд к реальности; - Исповедь духоловов; - Импала; - Смешные моменты со съёмок. | - Короткометражки на 20 минут о 7 сериях; - От легенд к реальности; - Исповедь духоловов; - Импала; - Смешные моменты со съёмок. |
| Даты выхода на DVD | | | | | |
| Регион 1 | Регион 1 | Регион 2 | Регион 2 | Регион 4 | Регион 4 |
| 2 сентября 2008 | 2 сентября 2008 | 25 августа 2008 | 25 августа 2008 | 30 сентября 2008 | 30 сентября 2008 |
| Даты выхода на Blu-Ray | | | | | |
| Регион A | Регион A | Регион A | Регион B | Регион B | Регион B |
| 11 ноября 2008 | 11 ноября 2008 | 11 ноября 2008 | 11 ноября 2008 | 11 ноября 2008 | 11 ноября 2008 |